# Quatuor Carrère
Le quatuor Carrère est un groupe de musiciens français créé en 1928 par Georges Carrère composé de cinq musiciens.

## Histoire
Le groupe donne son premier concert le 14 mars 1928 au Trianon (Bordeaux). On peut également l'entendre à la T.S.F.. Son apparition publique la plus tardive date du printemps 1930, avec Marcel Masson au violoncelle.

## Composition
Le groupe est un quatuor d'instruments à cordes, accompagné au piano par Paule Carrère-Dencausse, la femme de Georges Carrère. Il est composé de : 
- Georges Carrère, premier violon ;
- Marthe Laumond (épouse Feillou)[5], second violon ;
- Jean Feillou, alto ;
- Henri Barouk, violoncelle ;
- Paule Dencausse, (épouse Carrère), piano.

Cet ensemble à géométrie variable interprète, essentiellement à Bordeaux, des quatuors à cordes, des quatuors avec piano ainsi que des quintettes avec piano.